# Nkaya
Nkaya, également connue sous la graphie Nacaia, est une ville du Malawi, située dans le district de Balaka et dans la région sud du pays.
Son économie repose principalement sur l'agriculture, mais elle dispose aussi d'un secteur logistique important. En effet elle constitue l'un des principaux nœuds ferroviaire et routier du pays.

## Transport
La gare de la ville constitue un nœud ferroviaire du réseau ferré national, entre la voie ferrée de Sena et celle de Nacala,.

## Voir également
- Gares ferroviaires au Malawi